# Эндрюс, Фил
Фил Э́ндрюс (англ. Phil Andrews, род. 20 августа 1966, Бирмингем, Уорикшир) — британский автогонщик, многолетний участник чемпионата Формула-3000.

## Карьера
- 1983 — картинг.
- 1984—1986 — британская Формула Форд.
- 1987 — британская Формула-3.
- 1988 — британская Формула-3; Формула-3000, 1 гонка «Мидлбридж».
- 1989 — Формула-3000, команда «Мидлбридж».
- 1990 — Формула-3000, команда «Суперпауэр».
- 1991 — британская Формула-3000, команда «Суперпауэр».
- 1992 — Формула-3000, команда «Фортекс»; чемпионат мира в гонках спортпрототипов, 1 гонка.
- 1993 — британская Формула-2; Формула-3000, команды «PTM» и «Фортекс».
- 1994 — британская Формула-2, 2-е место.
- 1996 — британский чемпионат GT, 3-е место.
- 2000 — британский чемпионат в классе Продакшн, 7-е место.
- 2001 — чемпионат мира в гонках спортпрототипов.
- 2002 — Формула BOSS, 3-е место.
- 2003 — чемпионат мира в гонках спортпрототипов, 25-е место; American Le Mans Series, 34-е место.
- 2004 — Le Mans Endurance Series; American LeMans Series, 27-е место.